# Columela

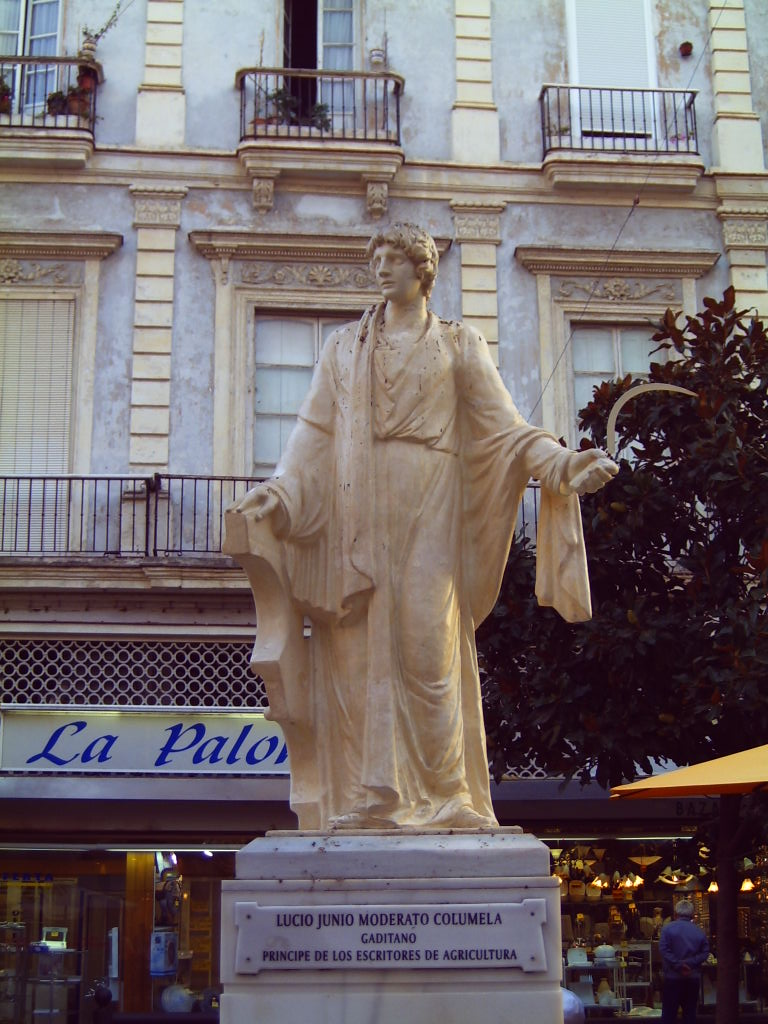
Estátua de Columela, na Plaza de las Flores, em Cádis, Espanha

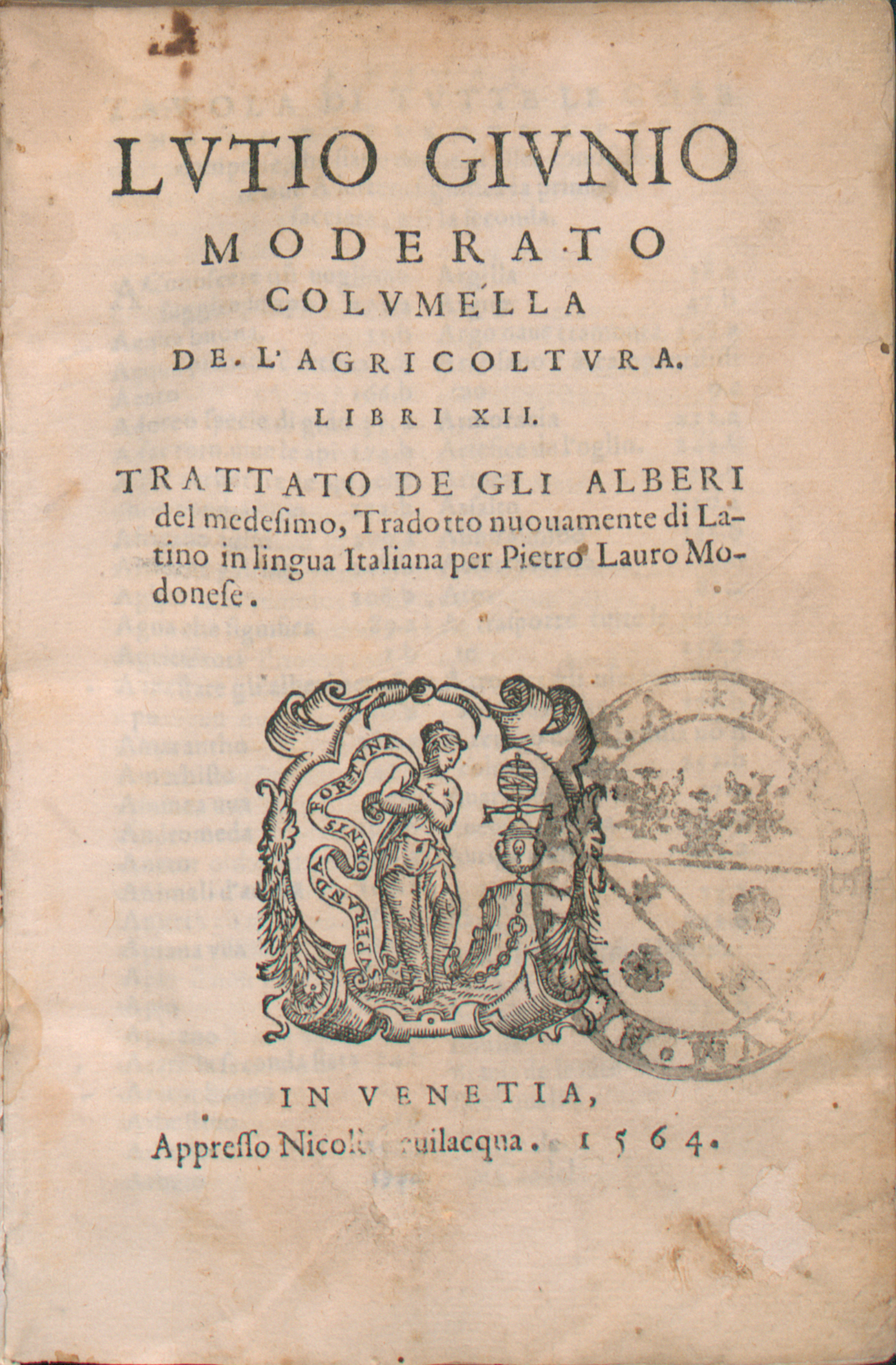
De re rustica, 1564

Lúcio Júnio Moderato (em latim: Lucius Junius Moderatus), de apelido ou alcunha Columela (latim: Columella; Gades, 4 d.C. — Tarento, entre os anos 60 e 70 d.C.) foi um escritor romano, reconhecido pelos seus tratados sobre agronomia.

## Biografia
Nascido na Bética, tal como Séneca, de quem foi amigo, esteve algum tempo no exército romano e foi tribuno na Síria no ano 35 d.C. Mudou-se para Roma, onde se dedicou à agricultura em grande escala, pondo em prática os seus conhecimentos. Na capital do Império Romano formou parte dos círculos sociais mais elevados.
Da sua obra escrita chegaram-nos Res rustica  (Os trabalhos do campo) e Liber de arboribus  (Libro das árvores). Na primeira destas obras, dividida em doze volumes, e inspirando-se em obras anteriores de Catão, o Velho, Marco Terêncio Varrão e outros autores latinos, gregos ou cartagineses, trata sobre todos os trabalhos do campo no mais amplo sentido do termo: desde a prática da agricultura, pecuária e apicultura, até à cura de animais, passando pela elaboração de distintos produtos e conservas. No livro De arboribus discorre sobre o cultivo arvense, como o da videira, até árvores como a oliveira ou as árvores de fruto, e mesmo flores como a violeta ou a rosa. A obra de Columella é considerada o reportório mais extenso e documentado sobre agricultura romana.

## Outros Agrônomos Romanos
- Marco Pórcio Catão
- Marco Terêncio Varrão